# Pygolabis eberhardi
Pygolabis eberhardi är en kräftdjursart som beskrevs av Keable och Wilson 2006. Pygolabis eberhardi ingår i släktet Pygolabis och familjen Tainisopidae. Inga underarter finns listade i Catalogue of Life.